# Priapos

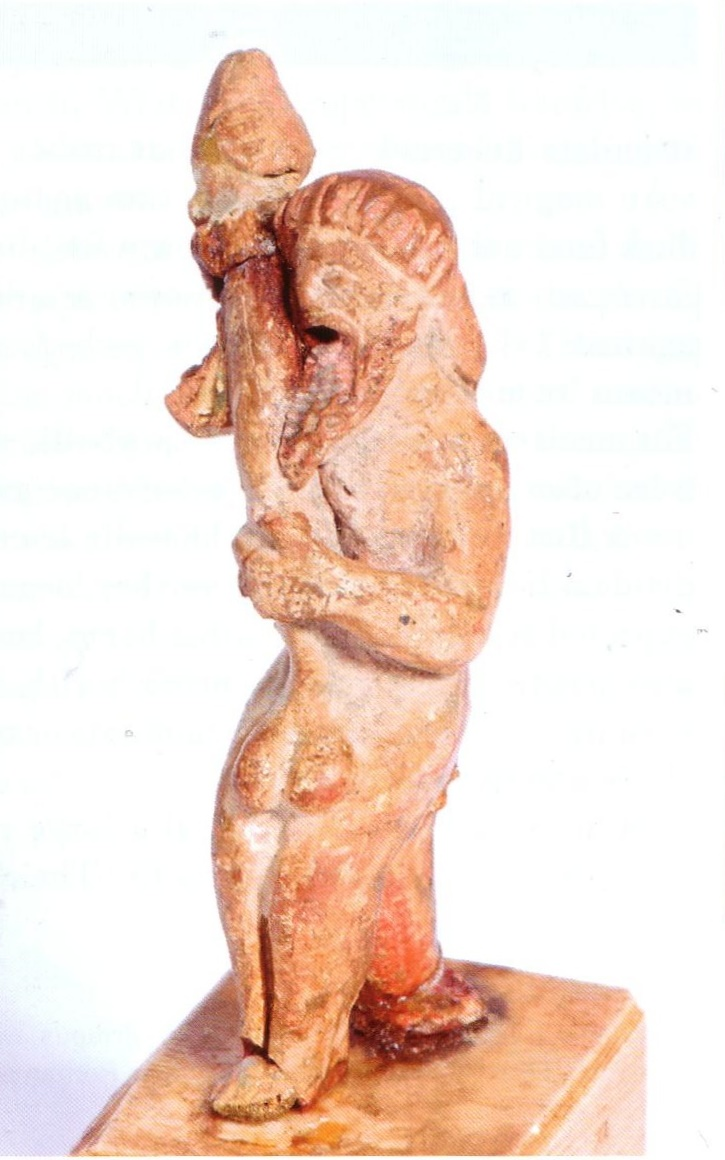
Etruskische Statue des Priapos

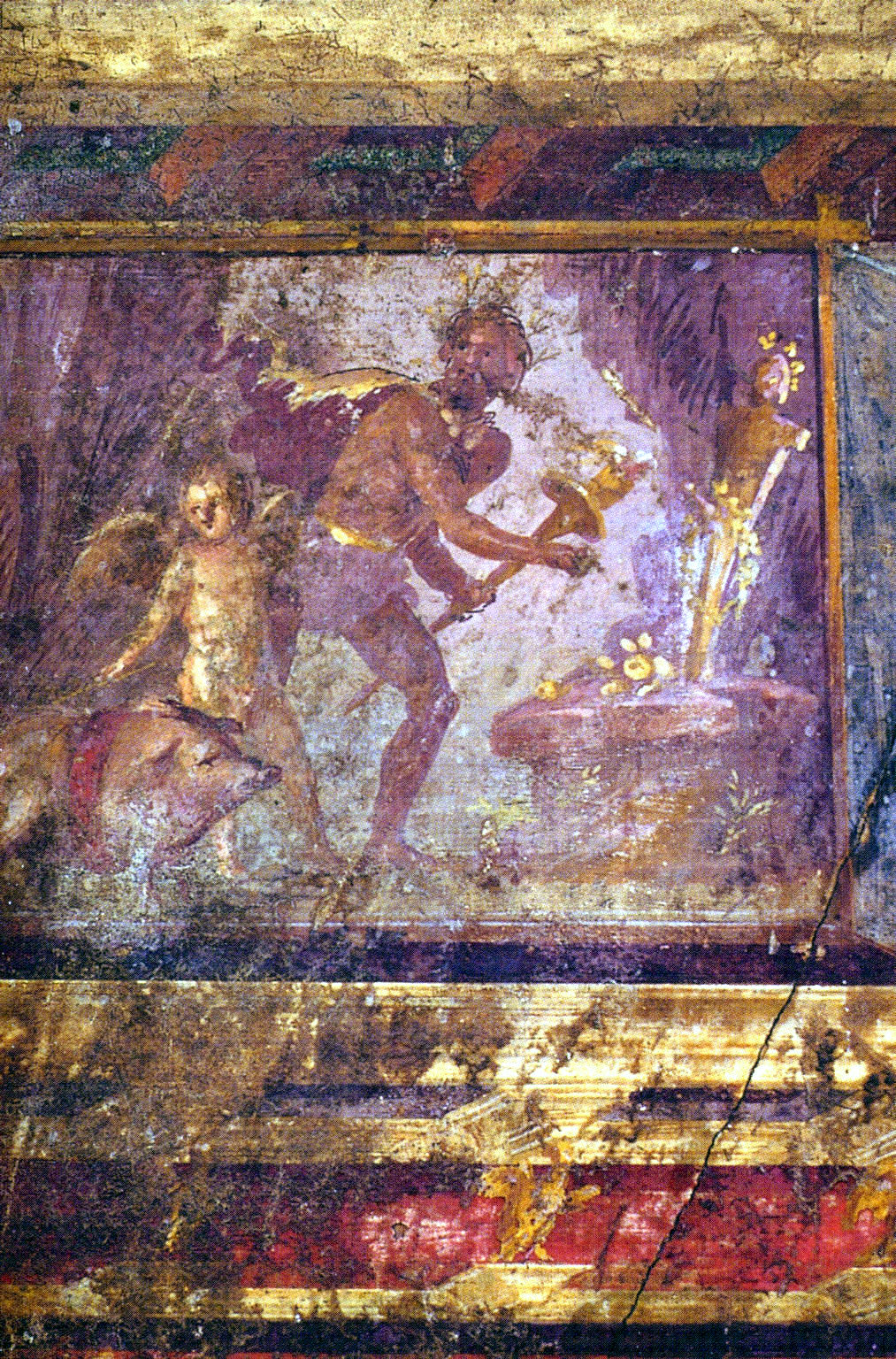
Nächtliches Opfer an Priapus. Ein Mann opfert ein Schwein (links unten), um von seiner Impotenz geheilt zu werden (Fresko aus der Mysterienvilla in Pompeji)

Priapos (altgriechisch Πρίαπος Príapos, latinisiert Priapus), Sohn des Dionysos und der Aphrodite, war in der griechischen Mythologie ein Gott der Fruchtbarkeit. Er erschien als Beschützer von Vieh (Schafen und Ziegen), Bienen, Fischen und Früchten.

## Mythos
Nach der griechischen Mythologie hatte Aphrodite eine Liebesbeziehung mit Dionysos. In der Küstenregion von Abarnis bei Lampsakos gebar sie ihm den Priapos. Aufgrund der Zauberkräfte Heras war er missgestaltet. Aphrodite verleugnete deshalb ihren Sohn und setzte ihn aus.
Die Nymphe Lotis wurde von Priapos verfolgt und zur Rettung in einen Lotosbaum verwandelt.
Ein zunächst auf Lampsakos und die Dardanellen beschränkter, lokaler Kult verbreitete sich dann über die griechische, bald über die römische Welt: Man opferte ihm die Erstlingsfrucht von Feld und Garten. Priapos’ Statuen, ausgestattet mit einem gewaltigen Phallus, meist aus Holz und rot bemalt, sollten in Obst- und Weingärten als Glücksbringer eine reichhaltige Ernte garantieren. Sie sollten wie eine Vogelscheuche wirken und Diebe verschrecken. Nach Strabon waren die Götter Tychon, Konisalos und Orthanes ihm ähnlich.
Gedichte über den Gott nennt man Priapeen. In der Lateinischen Literatur bekannt wurde die Satire I,8 von Horaz. Zwei Priapusfragmente werden fälschlicherweise Catull zugeschrieben; auch die beiden Priapeen des Tibull stammen nicht von dessen Hand.
Das römische Pendant zu Priapos ist Mutunus Tutunus.
Leidet ein Mann unter einer dauerhaften, nicht zurückgehenden Erektion seines Penis, wird dieses Krankheitsbild heute medizinisch Priapismus genannt, benannt nach Priapos. Auch die Priapswürmer wurden nach Priapos benannt.